# A los que aman
A los que aman è un film del 1998 diretto da Isabel Coixet.